# アモリー・ホートン

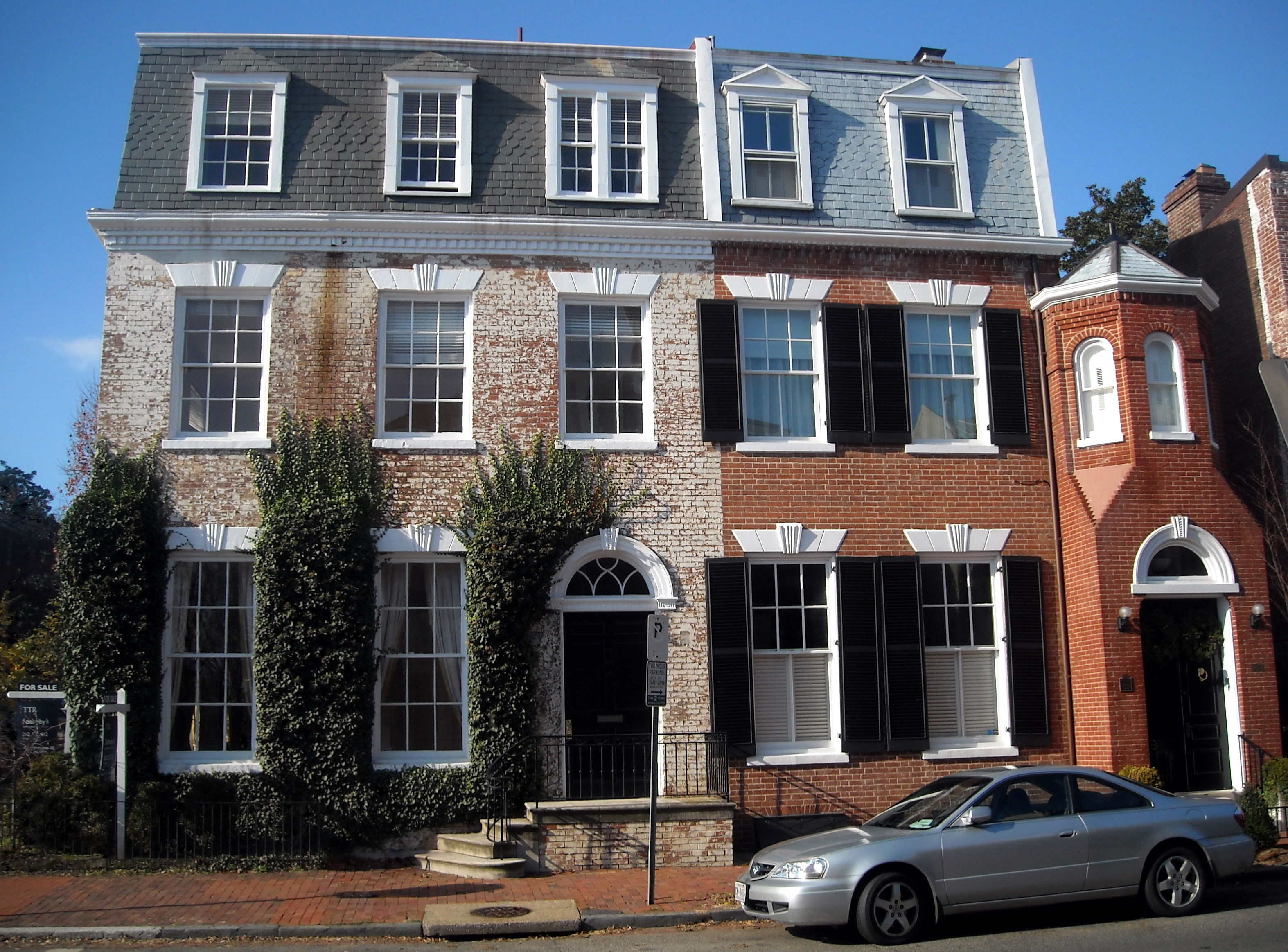
ホートンの旧宅 （左） 、 ジョージタウン

アモリー・ホートン（Amory Houghton, 1899年7月27日 - 1981年）は、アメリカ合衆国の経営者、外交官。1957年から1961年にかけて在フランスアメリカ合衆国大使を務め 、ボーイスカウトアメリカ連盟の理事長を務めた。 また、コーニングの取締役会長の(1941年から1961年）。 1959年にニューヨーク・シンシナティ協会の名誉会員。

## 経歴
ハーバード大学を卒業した後、1921年にコーニングガラス製作所（後のコーニング）でBファクトリーの混濁機に関する仕事を始めた。 1926年に社長補佐就任、2年後に執行役副会長に選出された。1930年には社長となり、父が死去した1941年に取締役会長となる。 この役を1961年に退いた後、1961年から1964年まで経営委員長。 1964年から1971年にかけて取締役会長。

## 家族
父 アラソン・B・ホーソンはニューヨーク選出の合衆国下院議員、 在ドイツアメリカ合衆国大使、在イギリスアメリカ合衆国大使を務めた。 息子のアモリー・ホーソン・ジュニアはニューヨーク選出の合衆国下院議員。 女優のキャサリン・ヘプバーンはまたいとこ。

## スカウティング
ホートンは1945年にシルバー・バッファロー章を受章、1946年から1951年にかけてはボーイスカウトアメリカ連盟の理事長を務めた。1949年から1951年にかけて世界スカウト委員会 に奉職。1955年に世界のスカウティング[ ]への奉仕をたたえて世界スカウト委員会からブロンズ・ウルフ章が贈られた。